# Vettius coryna
Vettius coryna is een vlinder uit de familie van de dikkopjes (Hesperiidae). De wetenschappelijke naam van de soort is voor het eerst geldig gepubliceerd in 1866 door William Chapman Hewitson.